# Saint-Bernard-de-Michaudville
Saint-Bernard-de-Michaudville è un comune del Canada, situato nella provincia del Québec, nella regione di Montérégie.